# توموكو ماتسوناغا
توموكو ماتسوناغا (松永 知子) هو لاعب كرة قدم. ولعبت مع منتخب اليابان لكرة القدم للسيدات.